# 펜주
펜주는 2008년에 개설된 캐나다의 인터넷 웹사이트다.